# 投落送

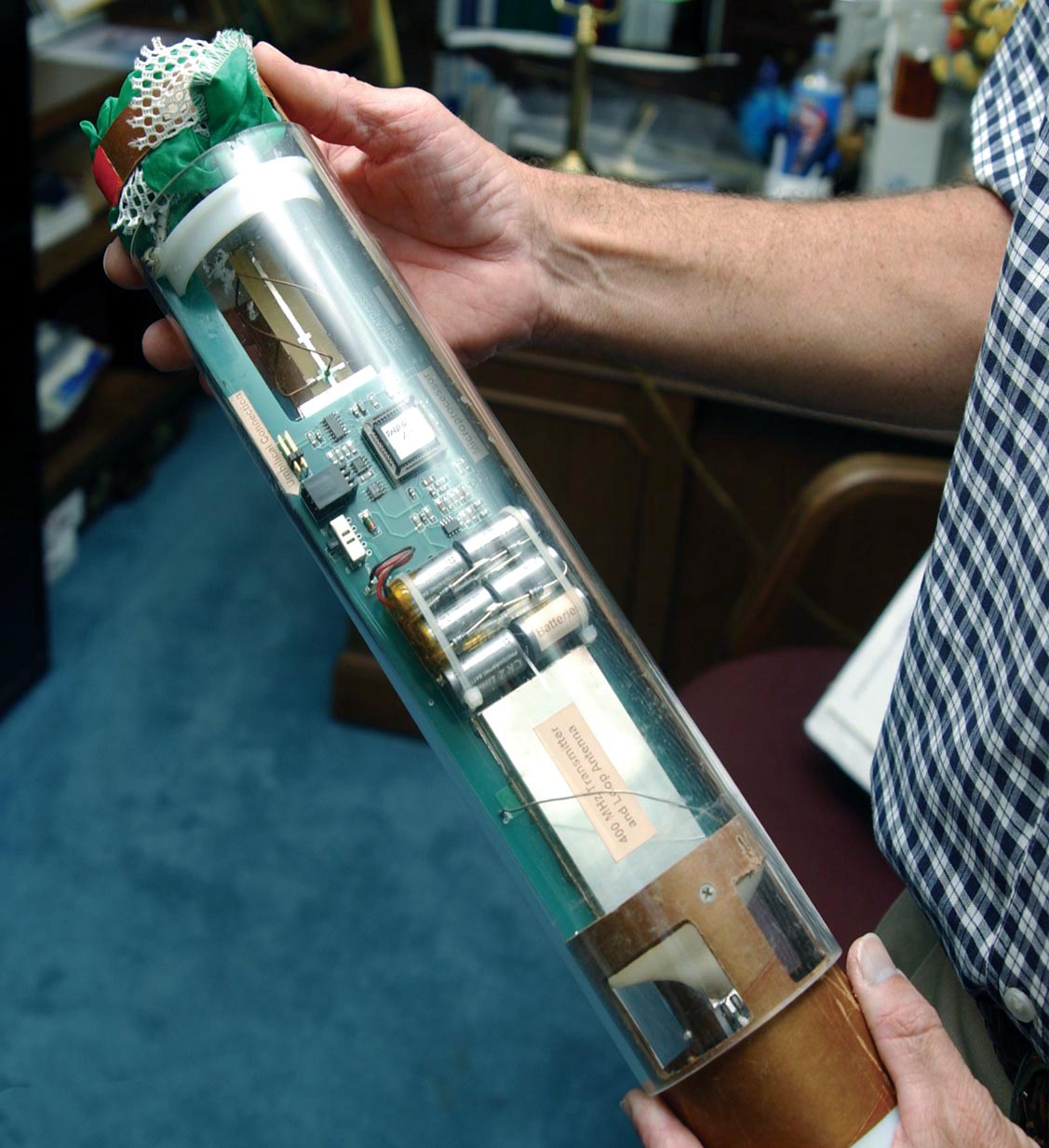
美國空軍使用的投落送儀器

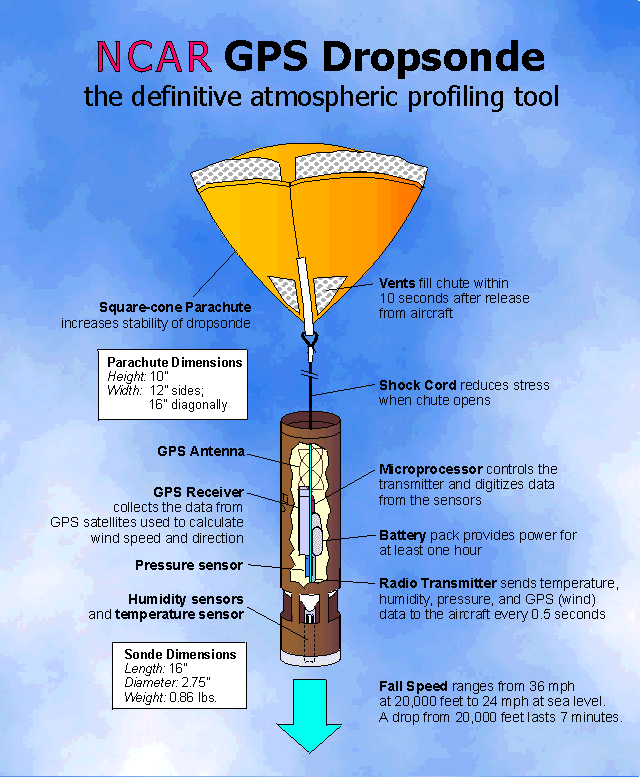
投落送儀器各部件說明

下投式探空儀，或稱「投落送」（英語：Dropsonde），是一種自飛機或相似的高空飛行器投落至地面而用來遙測的氣象探測裝置。其所偵測的資訊一般以無線電傳送至任務飛機的電腦裡。裝置上可以裝載降落傘減速，及以全球定位系統定位。下投式探空儀基本的偵測資訊包括了風速、氣溫、露點溫度和氣壓。

## 運作機制
下投式探空儀通常是用來收集熱帶氣旋的資料，而近年臺灣亦有針對梅雨季的劇烈天氣進行投落送觀測。這些資料會送交執行氣象預測程式的超級電腦中計算以便追蹤及預測颱風或颶風的走向。美國國家海洋暨大氣總署首先負責探測在西大西洋、墨西哥灣和加勒比海區域形成的颶風，中華民國國家科學委員會的追風計畫自2003年起亦開始探測在西太平洋形成並可能侵襲臺灣的颱風，獲得的數據會傳送予交通部中央氣象署。
下投式探空儀所送回的編碼資料包括：
1. 投落日期時間，時間採UTC標準計時。
2. 投落地點，以緯度、經度和馬斯登經緯交叉區塊（Marsden Square）記錄.
3. 標準等壓面（Standard isobaric surfaces）：投放送下降過程中氣壓在1000毫巴、925亳巴、850亳巴、700亳巴、500亳巴、400亳巴、300亳巴、250亳巴時的位置、高度、氣溫、露點下降（dewpoint depression）、風速、風向。
4. 特殊等壓面（Significant isobaric surfaces）：除標準等壓面外，其他特別有意義等壓面的偵測資料。
5. 對流層頂（tropopause）的氣壓、氣溫、露點下降、風速和風向。
6. 報告中亦包含飛行器名稱、任務名稱、投落送代號及其他註記資訊。

此外香港天文台由2011年起展開與政府飛行服務隊的合作計劃，派定翼機飛入南海北部的熱帶氣旋收集數據後，2016年起飛行服務隊改派新購入的「挑戰者605型」噴射機進行任務，並開始投擲下投式探空儀。

## 外部連結
- 飛一般的追風(粵) （页面存档备份，存于）—香港的投落送介紹影片
- 美國國家海洋大氣總署的飛行器操作中心首頁(英)—包括投落送及探測任務資訊
- 颶風獵人(英) 美國國家海洋大氣總署官方網站—投放送偵測颶風的解碼資訊
- 投落送照片及介紹(英) 美國國家大氣研究中心地球觀察實驗室投落送網頁